# Stara Błotnica (gmina)
Pour les articles homonymes, voir Stara Błotnica.
Stara Błotnica est une gmina rurale de la Powiat de Białobrzegi, dans la Voïvodie de Mazovie, dans le centre-est de la Pologne.
Son siège administratif est le village de Stara Błotnica, qui se situe environ 11 kilomètres au sud de Białobrzegi (siège de la powiat) et 76 kilomètres au sud de Varsovie (capitale de la Pologne).
La gmina couvre une superficie de 96,24 kilomètres carrés pour une population de 5 252 habitants en 2006.

## Histoire
De 1975 à 1998, la gmina est attachée administrativement à la voïvodie de Radom. Depuis 1999, elle fait partie de la voïvodie de Mazovie.

## Géographie
La gmina de Stara Błotnica inclut les villages suivants :
- Chruściechów
- Cupel
- Czyżówka
- Grodzisko
- Jakubów
- Kaszów
- Krzywda
- Łępin
- Nowy Gózd
- Nowy Kadłubek
- Nowy Kiełbów
- Nowy Kobylnik
- Pągowiec
- Pierzchnia
- Ryki
- Siemiradz
- Stara Błotnica
- Stare Siekluki
- Stare Żdżary
- Stary Gózd
- Stary Kadłub
- Stary Kadłubek
- Stary Kiełbów
- Stary Kobylnik
- Stary Osów
- Stary Sopot
- Tursk
- Żabia Wola
- Zamłynie

### Gminy voisines
La gmina de Stara Błotnica est voisine des gminy suivantes :
- Białobrzegi
- Jedlińsk
- Przytyk
- Radzanów
- Stromiec
- Zakrzew